# Dufourea ciliata
Dufourea ciliata là một loài Hymenoptera trong họ Halictidae. Loài này được Ebmer mô tả khoa học năm 1993.